# Čechy (Nové Zámky)
Čechy es un municipio del distrito de Nové Zámky en la región de Nitra, Eslovaquia, con una población estimada a final del año 2024 de 271 habitantes.
Se encuentra ubicado al sur de la región, cerca de los ríos Nitra y Hron (cuenca hidrográfica del Danubio) y de la frontera con Hungría.

## Demografía
| Año        | 1994 | 2004    | 2014    | 2024     |
| ---------- | ---- | ------- | ------- | -------- |
| Población  | 323  | 335     | 313     | 271      |
| Diferencia |      | +3,71 % | −6,56 % | −13,41 % |

| Año        | 2023 | 2024    |
| ---------- | ---- | ------- |
| Población  | 274  | 271     |
| Diferencia |      | −1,09 % |